# Jakobstads centralplan
Jakobstads centralplan (fi. Pietarsaaren keskusurheilukenttä) är en idrottsarena i Jakobstad i Österbotten. Arenan invigdes 1971 och renoverades 2003. Mindre renoveringar har gjorts efter 2003. Bland annat har man målat banorna ett antal gånger. Publikrekordet för fotboll, med 5 611 åskådare, är från Tipsligan 2007 när FF Jaro mötte VPS i ett österbottniskt derby.
Jakobstads centralplan används främst för fotboll, i form av Jaros hemmamatcher i Tipsligan, men även för friidrott och konserter. Publikrekordet för en konsert är från 5 juli 2013 när Toto spelade inför 10 000 åskådare.